# Chishtiyya

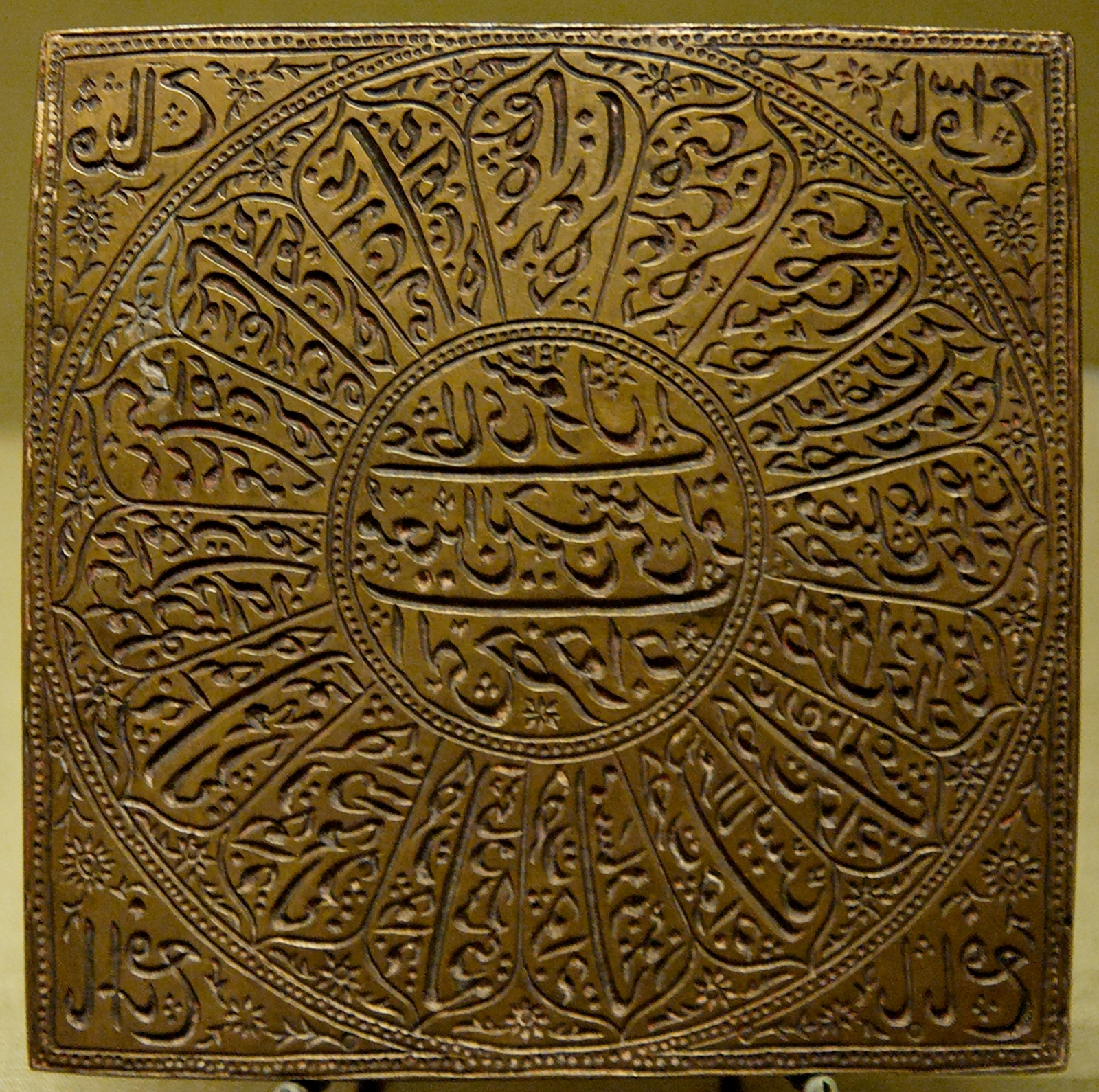
Plaque-matrice avec la généalogie de la Chishtiyya de Mahomet et Ali à Mu'in-ud-Dîn Chishti. Musée du Louvre

La Chishtiya (prononcer « Tchichtiya ») est une confrérie soufie sunnite fondée en Afghanistan au xe siècle par Abu Ishaq Shami (en) (mort en 966). Mu'in-ud-Dîn Chishti (en) (mort vers 1235) en est un autre maître connu. Les Chishti se distinguent des autres confréries par leur recherche d'une inspiration mystique à travers la musique et le chant religieux appelé qawwalî, pratiques interdites par les soufis orthodoxes[réf. nécessaire]. Ils sont particulièrement actifs à Ajmer. 

## Création
La confrérie est née à Chisth, un petit village près de Hérat, en Afghanistan, vers 930, sous l'impulsion de Abu Ishaq Shami. Et c'est Mu'in-ud-Dîn Chishti qui l'introduisit en Inde, avant les invasions de Muhammad Ghûrî, où il devint très célèbre sous le nom de Sultan-ul-Hind, c'est-à-dire roi de l'Inde.

## Grands noms
Six grandes figures ont contribué à établir la lignée Chishti en Inde, au nombre desquelles on compte Hazrat Mu'in-ud-Dîn Chishti, surnommé Gharîb Nawâz, « le Protecteur des Pauvres ». Originaire du village de Chisht, près de Hérat, en Afghanistan, il vint s'établir à Ajmer, dans le Rajasthan indien, à la fin du XIIe siècle, pour y répandre la voie soufie. En Inde, une autre figure marquante de la confrérie est le shaikh Salim Chishti, dont le tombeau, bâti par l’empereur Akbar, à Fatehpur-Sikri  est un des chefs-d'œuvre de l'architecture moghole. 

## Engagement social et dargha
La confrérie est très active à Ajmer. Elle se rend utile socialement, en particulier par la distribution de repas aux déshérités, toutes confessions confondues. La dargah (tombe) de Mu'in-ud-Dîn Chishti, dans cette même ville, est l'une des plus visitées de l'Inde, et elle est toujours très fréquentée, y compris par des Hindous. On attribue à Mu'in-ud-Dîn le pouvoir d'intercéder auprès du divin pour favoriser la réalisation des vœux et prières des pèlerins.

## Notes et références

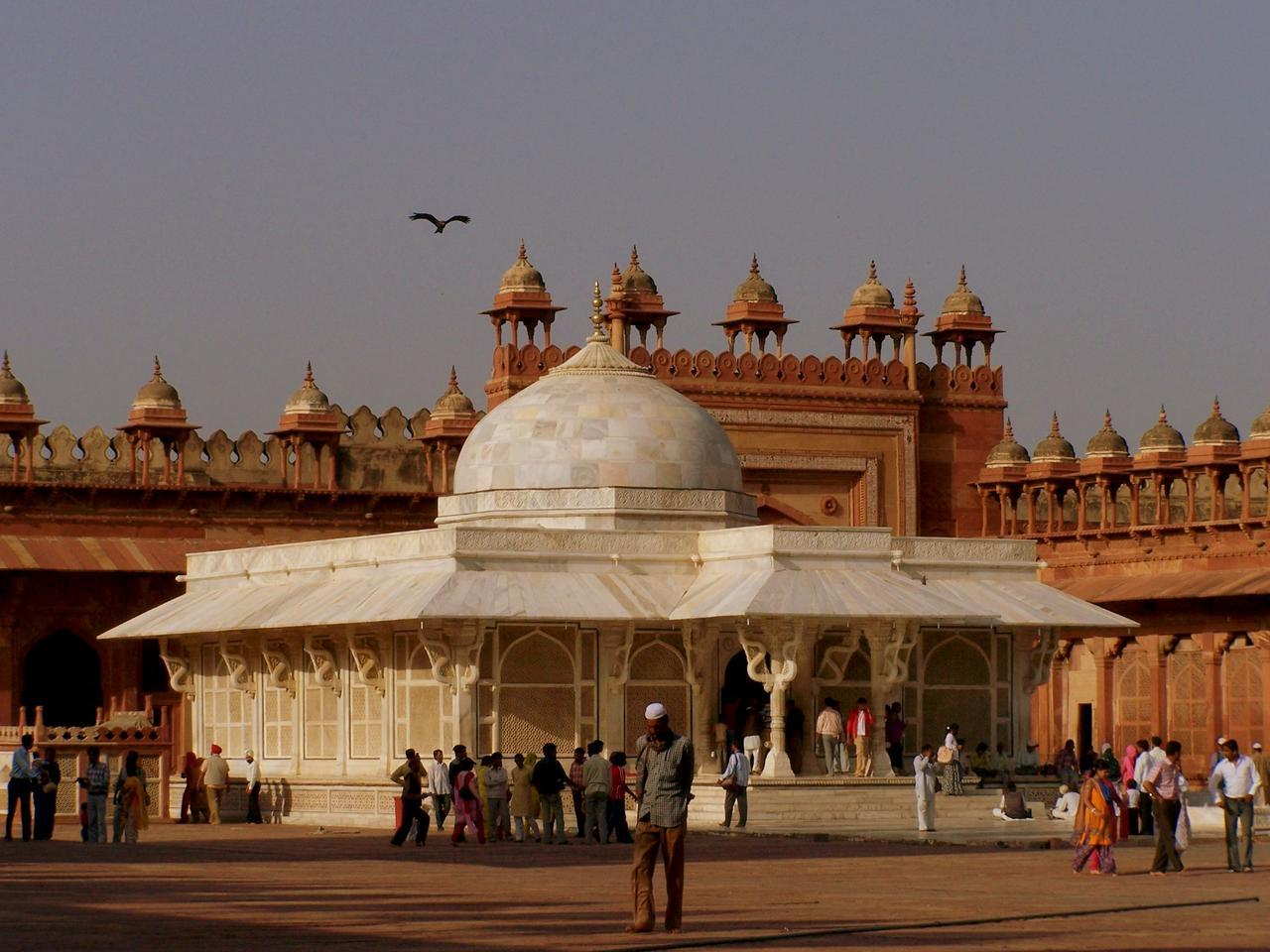
Mausolée de Salim Chishti à Fatehpur Sikri